# Takeshi's Castle
Takeshi's Castle (風雲！たけし城, Fūun! Takeshi-jō, litt. Turbulences ! Château Takeshi) était un jeu télévisé japonais diffusé de 1986 à 1990 sur la chaîne télévisée Tokyo Broadcasting System créé par le réalisateur et acteur Takeshi Kitano.
La série est diffusée en France en 2006, d'abord sur la chaîne W9 (les samedis soirs vers minuit, à partir d'octobre 2006[réf. nécessaire], en remplacement de Ninja Warrior, dans l'émission Menu W9 présentée par Benjamin Morgaine et Vincent Desagnat. Puis elle est ensuite diffusée sur M6, sous le titre Takeshi : à l'assaut du château, à partir du 26 décembre 2006, les mardi et vendredi à 18 h 55, commentée par Thierry Roland et Moon Dailly,.

## Takeshi's Castle (original)
L'émission originale inclut entre 100 et 142 candidats que le Général Lee (Hayato Tani (en)) « force » à endurer une série d'épreuves humoristiques, éliminant au fur et à mesure les candidats. Chaque émission finit avec un Final Showdown durant lequel Count Takeshi (Takeshi Kitano) affronte les candidats restants. Durant les premiers épisodes, la dernière épreuve consistait à asperger un autre groupe à l'aide de karts et de pistolets à eau. Les derniers épisodes relataient des karts plus modernes sur lesquels étaient fixés des petits cercles en papier ainsi que des lasers et des cibles. Le joueur qui réussissait à arrêter le kart de Takeshi gagnait un million de yens (7 731 €). 
Takeshi devait originellement être un Super Mario game en direct. Au départ, l'émission était à petit budget, mais devint plus tard une série à gros budget tournée à Yokohama au Japon. Le tout dernier épisode a été diffusé le 14 avril 1989.

## Épreuves notables
(Les noms indiqués sont ceux donnés aux épreuves sur la chaîne W9.)
- « Flipper » : les candidats envoient une balle dans une sorte de flipper (ou plutôt de pachinko) géant et doivent la récupérer au bout dans une bassine, sachant qu'ils sont obligés pour cela de plonger dans la boue.
- « Foot U.S. » : déguisés en joueurs de football américain ou de football canadien, les candidats doivent traverser le terrain tout en évitant leurs adversaires (dont le nombre est fixé à 7 pour les hommes et 5 pour les femmes) et marquer une touche.
- « Labyrinthe » : les candidats doivent traverser un labyrinthe rempli d'adversaires et dans lequel certaines portes ne mènent pas à la sortie, mais directement dans l'eau.
- « Mouche Velcro » : revêtus de combinaisons velcro, les candidats doivent franchir un plan d'eau accrochés à une corde et se plaquer sur une surface (souvent ornée d'une toile d'araignée, d'où le nom de « mouche velcro ») à laquelle ils doivent rester accrochés.
- « Pierre molle » : les candidats doivent traverser l'eau sur un gué, mais certaines pierres du gué s'enfoncent dans l'eau quand on leur marche dessus, c'est-à-dire qu'il ne s'agit que de blocs de polystyrène qui flottent à la surface.
- « Planche à Plouf » : les candidats doivent monter sur une sorte de planche de surf qui se déplace au-dessus d'un bassin, et doivent sauter plusieurs fois au-dessus d'obstacles avant d'arriver à la sortie.
- « Pont Ballon » : les candidats doivent transporter un ballon doré à l'autre bout d'un pont instable, tandis que leurs adversaires leur tirent des ballons noirs pour les faire tomber du pont.
- « Rouleaux à pâtisserie » : les candidats doivent sauter sur une série de rouleaux sans tomber.
- « Toc Toc Toc » : située généralement au début du jeu, cette épreuve consiste en plusieurs séries de portes que les candidats doivent traverser le plus vite possible et qui sont généralement en carton, sachant que certaines sont fausses (en bois), tandis que d'autres donnent sur un filet ou une flaque de boue...
- « Baleine à pédales » : Cette épreuve consiste à réussir un parcours rempli d'obstacles sur un vélo (maquillé en baleine).
- « Croque beignets » : aussi située au début du jeu, cette épreuve consiste à attraper un beignet avec les dents alors que les candidats ne peuvent se déplacer qu'à la manière d'une course en sac...
- « Dominos » : les candidats doivent marcher sur des dominos géants, sachant que ceux-ci tombent au fur et à mesure que l'on marche.
- « Descente en bol de riz » : les candidats, assis dans un bol de riz géant, doivent glisser sans tomber le long d'une pente humidifiée, puis atterrir dans un bassin en prenant soin de ne pas couler.
- « Sumos » : les candidats effectuent un tirage au sort afin de déterminer quel sera leur adversaire lors d'un combat de sumos.
- « Bowling » : Après avoir effectué un tirage au sort afin de déterminer quelle quille ils incarneront, les candidats doivent rester debout malgré la boule de bowling géante et le fait qu'ils sont placés à l'envers, avec des chaussures de ski attachées entre elles.
- « Tremblement de terre » : les candidats doivent rester en position agenouillée sur une pile de draps instables, alors qu'un tremblement de terre est simulé.
- « Karaoké » : le but de cette épreuve très subjective est de chanter en karaoké de façon originale, afin de ne pas avoir affaire aux videurs.
- « Attention rocher ! » : les candidats doivent remonter un chemin où de gros rochers arrivent en sens inverse (descente). Heureusement, les candidats peuvent se cacher dans des abris sur les côtés. Malheureusement, des personnes se chargent d'éjecter le candidat hors de ces abris lorsqu'un rocher arrive.
- « 1, 2, 3, soleil ! » : le principe est le même que celui du jeu pour enfants, mis à part que la partie se déroule sur un terrain pentu, et que les candidats sont dans un costume représentant Daruma, référence à la traduction japonaise du jeu 1, 2, 3 soleil « Daruma-san ga koronda » (M. Daruma est tombé).
- « Course qui tue » : les candidats doivent traverser un parcours du combattant en évitant des obstacles aussi divers qu'un rocher géant, des ninjas, des chenilles, des plates formes tournantes, des fosses, des boules géantes, tout en évitant de tomber à l'eau ou d'arriver à la fin du temps règlementaire symbolisé par un petit monstre rose.
- « Tapis rouleau » : les candidats doivent sauter avec suffisamment d'élan sur un « bateau » en polystyrène afin de lui faire prendre de la vitesse et de s'arrêter dans la zone rouge sans la dépasser pour ne pas tomber à l'eau, ni ne pas l'atteindre, faute de vitesse. Un « adversaire » surgit alors de l'eau et pousse le candidat dans l'eau.
- « Le bon moule » : lors de cette épreuve généralement située au début du jeu, les candidats doivent se saisir d'une pièce d'un puzzle puis la faire rentrer dans le moule qui lui correspond.
- « Curling mental » : alors qu'ils sont propulsés par deux « adversaires », les candidats doivent lire un calcul dont ils doivent donner la réponse à un « professeur » situé à la fin du parcours, sous peine de se voir tomber dans la boue.
- « Saut perché » : les candidats doivent se jeter de la falaise et atterrir sur une plateforme située au milieu de l'eau à l'aide d'une perche.
- « Le Champignon géant » : à l'aide d'une corde, le candidat doit tenir sur un champignon géant qui tourne sur lui-même, pour pouvoir atterrir sur une plateforme flottante.
- « Pont qui tourne » : le candidat doit passer deux plateformes qui tournent sur elles-mêmes sans tomber dans l'eau. Les deux plateformes tournent en sens inverse, ce qui rend difficile le passage de la première à la deuxième.
- « Planche instable » : un couple de candidats doit traverser un lac en marchant sur des planches, celles-ci sont fixées par leur centre, ce qui oblige les deux candidats à être synchronisés sinon la planche bascule et les candidats tombent.
- « Exploser les cloisons » : le candidat doit courir et passer à travers le plus de cloisons possible.

La dernière épreuve du jeu est toujours « L'épreuve finale où on comprend rien ». Les candidats ont chacun un char et soit un pistolet laser soit un pistolet à eau et doivent affronter Takeshi Kitano et ses gardes. Kitano est soit dans un char géant (surnommé le char caca par Vincent Desagnat et Benjamin Morgaine en raison de sa forme), soit dans un avion soulevé par une grue ; il est alors impossible de l'atteindre. Le but de cette épreuve est en fait soit de toucher le cercle en fer (avec le laser) soit de trouer le rond en papier cerclé de fer (avec le pistolet à eau) se trouvant à l'avant du char de Kitano avant que le sien ne soit troué.
Le nom de cette épreuve vient du fait qu'il est extrêmement difficile de déterminer les gagnants : Takeshi ou les candidats. Dans tous les cas, la mise en scène ne change pas, et on ne voit pas non plus le gain des candidats s'ils remportent la partie[pas clair].

## Autres épreuves
- « Roulette » : chaque candidat doit prendre un rond de couleur avec un numéro. Les gardes de Takeshi tournent la roulette et il ne faut pas être appelé.

## Diffusions internationales

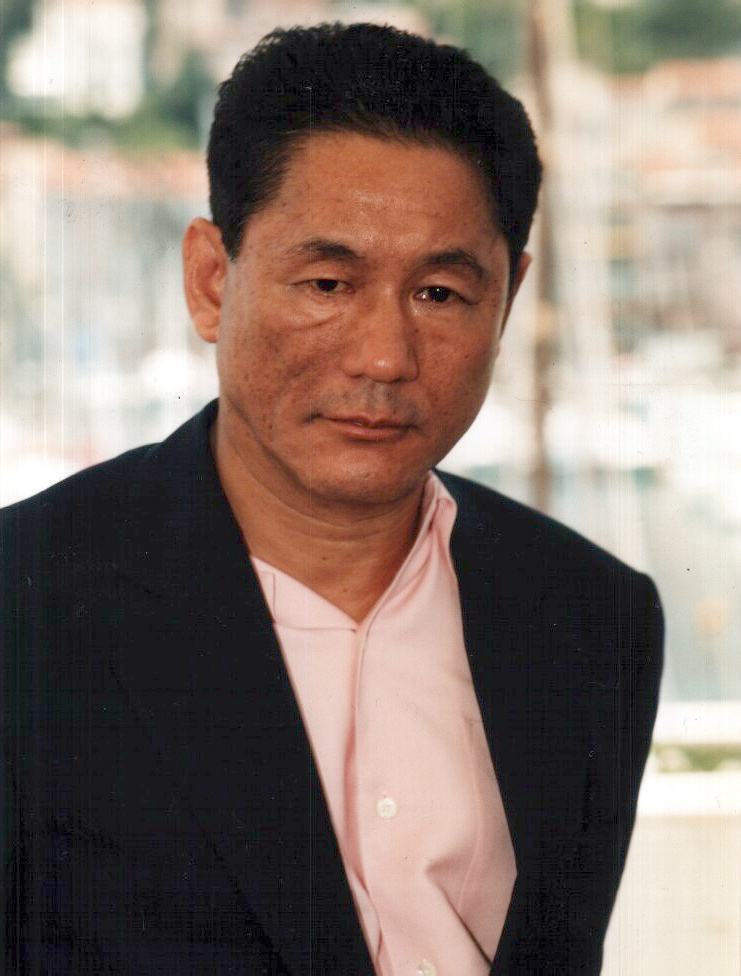
Takeshi Kitano, créateur du jeu.

- Afrique du Sud — L'émission est diffusée sur la chaîne Sony MAX, chaîne 126 sur DSTV. C'est une version interprétée par Craig Charles. L'émission est diffusée à partir de 2009 et gagne en forte audience.

- Allemagne — Une version doublée a été diffusée sur DSF en 1999. Cette version a été commercialisée en DVD avec 12 épisodes sélectionnés. Deux autres volumes devaient être commercialisés mais ont été supprimés. Une version allemande de la version doublée britannique de 2002 est diffusée à partir du 3 juillet 2007 sur RTL II. Il existe également une adaptation nommée Entern oder Kentern étant presque le même type de jeu avec des pirates en tant qu'antagonistes et des célébrités en tant que capitaines d'équipes. Cette version est diffusée sur RTL durant été 2007. Des épisodes édités courts ont été diffusés sur Comedy Central.

- Brésil — Durant les années 1990, l'émission était diffusée sur Rede Globo, et appelée Olimpíadas do Faustão (portugais pour "Faustão's Olympics"). En 1994, la chaîne rivale SBT copie la version légale et la diffusion est arrêtée sur Rede Globo « http://www.idcid.org.br/GrupoEst_docs/BrazilianIPcases%20-%20final.pdf »(Archive.org • Wikiwix • Archive.is • Google • Que faire ?). Le 1er juin 2008, SBT Keshi rediffuse l'émission à la TV.

- Danemark — TV 2 Zulu diffuse la version danoise licenciée, cependant faisant de la diffusion danoise, la même que celle au Royaume-Uni.

- Finlande — Le 7 janvier 2008, la chaîne JIM diffuse le programme britannique. Les commentaires étaient sous-titrés en finnois. L'émission s'intitulait Hullut japanilaiset, traduit Les Japonais fous.

- France — Diffusé en 2006 sous son nom original sur W9 ; puis sur M6, commentée par Thierry Roland[1],[2], qui ne manquait pas de souligner le caractère complètement loufoque du jeu[réf. nécessaire]. Et actuellement sur Comedy Central (France)

- Grèce — Une version est diffusée sur Skai TV sous le titre de "το κάστρο του Τακέσι". L'émission a été doublée par Kostas Papageorgiou et Akindynos Gikas.

- Iran — Diffusé sous le titre de Masir-e Talaa'ee (persan : مسیر طلایی), sur la chaîne iranienne Channel 3 depuis 2009.

- Italie — Renommé Mai dire Banzai (Jamais dire Banzai!), l'émission est diffusée en 1989 sur Italia 1 avec un autre jeu télévisé similaire appelé Za Gaman, commenté par la Gialappa's Band.

- Ligue arabe — Dans les pays arabes, l'émission était appelée Le Fort (arabe : الحصن). Elle a été diffusée aux plus tard des années 1980 (Émirats arabes unis). Les commentaires étaient annoncés par le célèbre présentateur libanais Riad Sharara (رياض شرارة), et plus tard par Jemaal Reyaan (جمال ريان), actuellement connu comme étant présentateur sur la chaîne télévisée arabe Al Jazeera.

- Lituanie — L'émission est diffusée sous le titre de Takeši pilis, avec Fumito (un Japonais vivant en Lituanie), qui double l'émission d'une manière comique avec son langage pauvre lituanien.

- Pays-Bas — L'émission est diffusée le 19 août 2009 sur la chaîne Comedy Central. Chaque épisode durait une demi-heure incluant la voix du commentateur sportif Ronald van Dam et l'acteur Ruben van der Meer. Les épisodes sont tous tirés de la version britannique.

- République tchèque — Diffusé sous le nom de Takešiho hrad (en tchèque), avec la voix de deux comédiens tchèques. Les commentaires était pratiquement fictifs. L'émission était populaire auprès des jeunes téléspectateurs.

- Serbie — L'émission est diffusée sur FOX TV en janvier 2010 sous le titre de Takeši.

- Taïwan — Un jeu télévisé appelé 100 Wars, 100 Victories (百戰百勝)  sur CTS était anciennement une émission similaire.

- Viêt Nam —